# بيت الرميم (الحيمة الخارجية)
بيت الرميم هي إحدى قرى عزلة بني سليمان بمديرية الحيمة الخارجية التابعة لمحافظة صنعاء، بلغ تعداد سكانها 483 نسمة حسب تعداد اليمن لعام 2004.